# Guthorm
Guthorm, Guttorm, är ett medeltida mansnamn. Namnet kommer av det fornnordiska Gudhormr (Gud + vördar).
Den 31 december 2009 fanns det två svenska män med namnet Guthorm, ingen av dessa hade det som tilltalsnamn/förstanamn. Det fanns 38 män som hette Guttorm/Guthorm, 11 av dessa hade namnet som tilltalsnamn/förstanamn. Det fanns en kvinna som hette Guttorm, dock ej som tilltalsnamn/förstanamn. En finsk form är Kuttura. Den samiska varianter är Guhtur.

## Personer med namnet Guttorm
- Guttorm Sigurdsson, norsk kung
- Guttorm jarl